# Korabl-Sputnik 2
Korabl-Sputnik 2 (Sputnik 5) – testowy radziecki statek kosmiczny, prototyp statków Wostok, część programu Wostok. Wyniósł na orbitę psy Biełkę (Wiewiórka, również Biała albo Bialutka) (4,5 kg) i Striełkę (Strzałka) (5,5 kg) i dokonał pierwszego udanego powrotu organizmów żywych z pobytu na orbicie okołoziemskiej. Jedno ze szczeniąt wydanych później na świat przez Striełkę, podarowane zostało prezydentowi USA Johnowi F. Kennedy’emu.

## Nieudany start
Wkrótce po względnie udanym locie pierwszego prototypu Wostoka, 15 maja 1960, Siergiej Korolow, ojciec radzieckiego programu kosmicznego, pragnął wykonać testy systemów podtrzymywania życia oraz dokonać pierwszego powrotu statku kosmicznego na Ziemię. Temu właśnie miał służyć lot Korabla-Sputnika 2. Misja ta powiodła się dopiero za drugim razem. Pierwszy lot, który w wypadku powodzenia oznaczony byłby właśnie tak, zakończył się eksplozją rakiety Wostok 8K72 i śmiercią dwóch psów, mieszańców, znajdujących się w statku Wostok: Czajki (niektóre źródła podają też imię Bars – Lampart) i Lisiczki. Start odbył się 28 lipca 1960, o godz. 09:31 GMT, z kosmodromu Bajkonur. Oznaczono go w indeksie COSPAR jako 1960-F09. Awaria nastąpiła podczas zapłonu jednego ze stopni zerowych Wostok 8K72-0, oznaczonego literą B lub G. Oddzielił się on od rakiety w 17 sekundzie lotu. Rakieta eksplodowała parę sekund później, w 28,5 sekundzie lotu. Oba psy zginęły na miejscu. Była to pierwsza próba wystrzelenia w pełni sprawnego statku Wostok. Unaoczniła ona konstruktorom potrzebę wyposażenia kapsuły powrotnej w zabezpieczenia, mogące ocalić człowieka w katastrofie podobnego rodzaju, gdyby ta miała się powtórzyć. Przyczynę awarii, przepalenie się powierzchni komory spalania, szybko zlokalizowano i naprawiono. Osiemnaście dni później następny statek serii Wostok, wraz z psami Biełką i Striełką, był gotowy do startu.

## Opis misji
Zadaniami Korabla-Sputnika 2 miało być zbadanie wpływu lotu kosmicznego na organizmy żywe, sprawdzenie działania łączności radiowej i systemów podtrzymywania życia oraz pomiar czynników mogących wpłynąć na zachowanie się człowieka podczas lotu kosmicznego. Wyposażenie temu służące było prawie takie same jak Sputnika 2. Do zestawu przyrządów badających zachowanie psów dodano elektrookulograf i przyrząd rejestrujący odgłos pracującego serca.
Druga próba startu miała odbyć się dwa tygodnie po tej nieudanej, 15 sierpnia 1960. Jednak z powodu awarii zaworu tlenu w rakiecie, przełożono go na 19 sierpnia.
Po jednodniowym pobycie w Kosmosie, około godziny 10:20 dnia 20 sierpnia 1960, w odległości 8000 km od miejsca lądowania, statek na sygnał nadany z Ziemi włączył silniki hamujące. Około 10:50 z kapsuły powrotnej, w celach testowych, katapultowano fotel (w przyszłości mający być zajętym przez człowieka) oraz pojemnik z psami. Oba na spadochronach. Około 11:02 lądownik dotknął Ziemi w miejscu odległym o 10 km od przewidywanego. Zaraz potem na Ziemię opadła kapsuła powrotna. Wszystkie zwierzęta powróciły zdrowe. Powrót nie przebiegł bez zakłóceń. Korabl-Sputnik 2, tak jak i Korabl-Sputnik 1, doświadczył usterki czujnika horyzontu wykorzystującego promieniowanie podczerwone. Do poprawnej orientacji wykorzystano więc zapasowy system pozycjonowania. Wykorzystywał on czujnik Słońca, który wyznaczał odpowiednią wysokość, na której miały włączyć się silniki hamujące.
Udany lot Korabla-Sputnika 2 został szybko ujawniony światu. Już 13 sierpnia 1960 media spekulowały, że radziecki ekspert i przewodniczący Międzynarodowej Federacji Astronautycznej, Leonid Siedow, który przyjechał wówczas do Sztokholmu na 14. Międzynarodowy Kongres Astronautyczny, może mieć w zanadrzu jakieś sensacyjne wieści z radzieckiego programu kosmicznego. Mówiono o załogowym locie suborbitalnym lub miękkim lądowaniu na Księżycu. Lot Sputnika 5 miał miejsce w ostatnim dniu Kongresu i wywarł duże wrażenie na zebranych. Szczegóły lotu były praktycznie nieznane, a podczas konferencji prasowej 19 sierpnia, Leonid Siedow kwitował pytania o aspekty techniczne słowami Moskwa nie poinformowała nas jeszcze o szczegółach. Pozytywnie o sukcesach Sowietów wypowiadał się też m.in. Hermann Oberth, niemiecki pionier podboju Kosmosu.
Kapsuła powrotna Sputnika 5 była zaopatrzona w instrukcję postępowania dla ewentualnego znalazcy, jeśli kapsuła spadłaby poza przewidywaną strefą lądowania. Znalazca był proszony o natychmiastowy kontakt z miejscowymi władzami. Proszono także, aby nie otwierać i nie przemieszczać kapsuły, a co najwyżej ustawić ją w prostym położeniu.

## Biełka, Striełka i jej szczeniaki

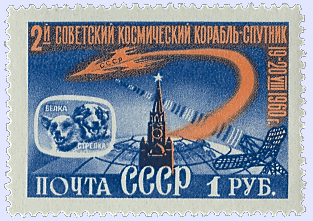
Radziecki pamiątkowy znaczek pocztowy

Biełka i Striełka były samicami psów o mieszanym rodowodzie. Tak jak w wypadku Łajki, rasowe psy okazały się za mało inteligentne i odporne na stres, dlatego też zdecydowano się wybrać mieszańce.
Jedno z sześciu szczeniąt, Puszynka, wydanych później na świat przez Striełkę, podarowane zostało prezydentowi USA Johnowi F. Kennedy’emu. Na kolacji w Wiedniu, podczas spotkania prezydenta USA i I sekretarza Związku Socjalistycznych Republik Radzieckich Nikity Chruszczowa w czerwcu 1961, Chruszczow siedział obok żony Johna F. Kennedy’ego, Jacqueline Kennedy. Podczas rozmowy wspomniał o locie radzieckich psów w Kosmos i o tym, że jeden z psów, Striełka, ma szczeniaki. By podtrzymać rozmowę, i raczej w formie żartu, pierwsza dama USA powiedziała do Chruszczowa „Może mógłbyś mi przysłać jednego?”. Przypomniała sobie o tych słowach dopiero wtedy, gdy dwa miesiące później radziecki ambasador Menszikow, podczas wizyty w Białym Domu, wręczył szczeniaka zdumionej pani prezydentowej.
Po naturalnej śmierci, ciała Biełki i Striełki zostały zakonserwowane i wypchane. Przechowywane są w muzeum astronautyki w Moskwie. Biełka, pod szklanym kloszem, stanowi część wystawy stałej. Striełka jest częścią wystawy ruchomej, która odwiedziła USA, Chiny, Australię, Izrael i inne kraje.

## Ładunek
Wewnątrz satelity znajdował się pojemnik, w którym przebywały dwa psy, 12 myszy, owady, rośliny, hodowle bakterii, nasiona kukurydzy, pszenicy, grochu i cebuli (m.in. alga chlorella). Na zewnątrz pojemnika wewnątrz rakiety, znajdowało się dalszych 28 myszy i dwa białe szczury. Zwierzęta miały do dyspozycji karmniki, system wentylacji oraz urządzenia asenizacyjne. Psy w czasie lotu były odżywiane z automatu galaretowatą substancją zawierającą mięso, tłuszcz, płatki owsiane, agar-agar, wodę, kiełbasę i witaminy. Urządzenia pomiarowe rejestrowały ciśnienie krwi, uderzenia serca, częstość oddechu, temperaturę ciała i poruszanie zwierząt. Równocześnie było mierzone ciśnienie, temperatura i wilgotność powietrza w kabinie. Dwie kamery rejestrowały ruchy psów, przekazując obraz na Ziemię. Jedna umieszczona na wprost Biełki rejestrowała jej obraz od przodu, druga przekazywała widok Striełki z boku. Gdy nastał stan nieważkości psy początkowo zawisły w kabinie jak nieżywe, z opuszczoną głową i łapami. Pomimo pewnego osłabienia wkrótce psy przywykły do tego stanu, ożywiły się i zaczęły spożywać pokarm. Obserwacja zwierząt i roślin rozpoczęta w trakcie lotu była kontynuowana po wylądowaniu oraz prowadzona na następnych generacjach zwierząt. Poza żywymi zwierzętami umieszczono na pokładzie sputnika fragment czynnej biologicznie skóry ludzkiej i skóry królika celem zbadania wpływu promieni kosmicznych na strukturę komórkową żywej tkanki. Poza tym na statku umieszczono kilka przyrządów naukowych: licznik fotonów, licznik Czerenkowa, płytę z emulsją czułą na promieniowanie jądrowe, oraz nadajnik radiowy na częstotliwości 19,995 MHz. Sygnały nadawane przez ostatni przyrząd zostały odebrane w Bonn, w Niemczech, a podczas trzeciego okrążenia Ziemi przez Korabla-Sputnika 2, także przez stację odbiorczą szwedzkiej agencji telekomunikacyjnej w Enköping, między godzinami 13:22 i 13:32 GMT i ponownie między godzinami 14:55 i 15:05 GMT. Sygnał z systemu monitorującego stan zdrowia psów został odebrany przez amerykański wywiad. Energię dostarczały baterie chemiczne oraz baterie słoneczne. Baterie były umieszczone na dwóch płytkach o średnicy 1000 mm, które dzięki specjalnemu urządzeniu, stale były kierowane na Słońce.